# Brödernas kvinna
Brödernas kvinna är en svensk dramafilm från 1943 i regi av Gösta Cederlund, baserad på Ebba Richerts roman med samma namn. I huvudrollerna ses Viveca Lindfors, Arnold Sjöstrand och Gunnar Sjöberg.

## Handling
En gotländsk storbonde gifter sig med en flicka från Visby som snart väntar barn med bondens bror.

## Om filmen
Inspelningarna inleddes den 6 augusti 1943 och avslutades i oktober samma år och ägde rum i Centrumateljéerna i Stockholm samt i Visby, Hau, Bunge kyrka, Endre och Högklint på Gotland.
Filmen, som är tillåten från 15 år, hade premiär på Gotland den 22 november 1943; Stockholmspremiär ett par dagar senare på biograf Astoria vid Nybrogatan. Brödernas kvinna har visats vid ett flertal tillfällen i SVT, bland annat 1978, 2000, 2002, i november 2021 och i februari 2024.

## Rollista
- Viveca Lindfors – Emma
- Arnold Sjöstrand – Ragnar Botvide
- Gunnar Sjöberg – Nicklas Botvide, Ragnars bror, Emmas make
- Britta Holmberg – Agnes, Ragnars och Nicklas kusin
- Artur Rolén – Jaken, Ragnars och Nicklas far
- Carl Ström – gamle Isaken, granne
- Anna Olin – Sanna, Ragnars och Nicklas mor
- Helga Brofeldt – Ann-Kajsa, gammelmor
- Gösta Cederlund – prosten
- Nils Ekman – Klemens, skollärare
- Henrik Schildt – Wallin, väckelsepredikant
- Anders Nyström – Lill-Nicklas
- Sten Sture Modéen – Svante, fiskare som uppvaktar Emma
- Axel Högel – doktor
- Brita Nordin – piga på gården
- Jullan Jonsson – kokerska vid bröllopsfesten
- Lillie Wästfeldt – bröllopsgäst/kvinna på väckelsemötet
- Manetta Ryberg – bröllopsgäst
- Artur Cederborgh – bröllopsgäst som utbringar en skål för brudparet
- Lisbeth Hedendahl – piga vid bröllopsfesten
- John Sandling – bröllopsgäst
- Gustaf Hedström – bröllopsgäst
- Hortensia Hedström – bröllopsgäst
- Olof Ås – ena slåtterkarlen som jagar Emma
- Erik Jakobson – andra slåtterkarlen som jagar Emma
- Hartwig Fock – man på marknaden
- Verner Oakland – man på marknaden
- Birger Åsander – berusad man på marknaden
- Sickan Castegren – kvinna på väckelsemöte
- Carl Ericson – hennes man
- Inga-Lill Åhström – kvinna på väckelsemöte
- Paul Hagman – man på väckelsemöte
- Svante Pettersson – spelman på bröllopskalaset
- Sigvard Hult – spelman på bröllopskalaset
- Gunnar Almqvist – man på dansbanan
- Uno Larsson – en av männen som hämtar den döde från stenbrottet

## Musik i filmen
- "Visa från Gotland", arrangör Gunnar Johansson, instrumental
- "Gånglåt", musik Theodor Olsson, instrumental
- "Brödernas polka", musik Fritz Ergal, instrumental
- "Adelsövalsen", musik Fritz Ergal, instrumental
- "Sobre las olas", musik Juventino Rosas, instrumental
- "Kväsarvalsen", musik Arthur Högstedt, instrumental
- "Ur Svenska folkvisor och -danser", musik Helmer Alexandersson, instrumental
- "Orgelpreludium", musik Gunnar Johansson, instrumental
- "Unga greven i jungfruburen står", text Fritz Gustaf, sång Artur Rolén